# Musca ventito
Musca ventito är en tvåvingeart som först beskrevs av Harris 1780.  Musca ventito ingår i släktet Musca och familjen spyflugor. Inga underarter finns listade i Catalogue of Life.